# NHL Winter Classic 2020

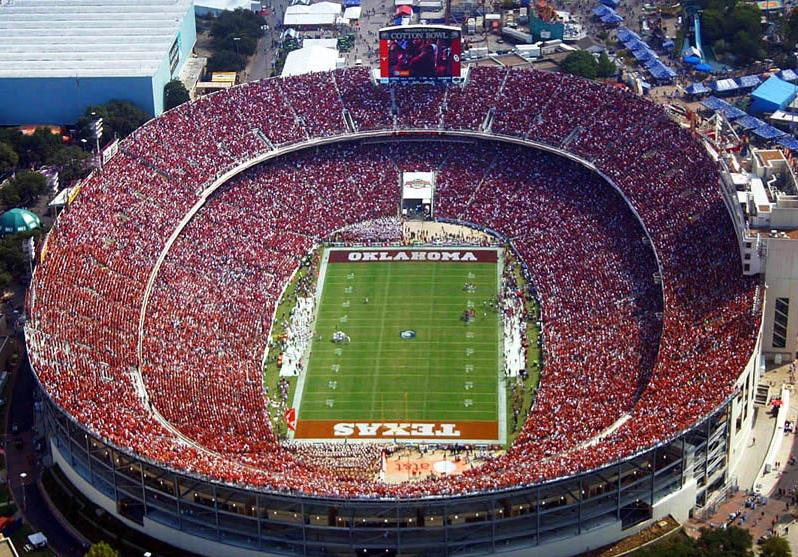
Arenan som stod värd för arrangemanget, 2010.

Bridgestone NHL Winter Classic 2020 var ett sportarrangemang i den nordamerikanska ishockeyligan National Hockey League (NHL) där en grundspelsmatch spelades utomhus mellan Dallas Stars och Nashville Predators på Cotton Bowl Stadium i Dallas, Texas i USA den 1 januari 2020.

## Matchen

### Laguppställningarna
| Vänsterforwards | Centrar          | Högerforwards      |
| --------------- | ---------------- | ------------------ |
| Jamie Benn (C)  | Tyler Seguin (A) | Aleksandr Radulov  |
| Andrew Cogliano | Radek Faksa      | Blake Comeau       |
| Denis Gurjanov  | Roope Hintz      | Joe Pavelski       |
| Mattias Janmark | Jason Dickinson  | Corey Perry        |
| Backar          |                  | Backar             |
| Esa Lindell     |                  | John Klingberg (A) |
| Jamie Oleksiak  |                  | Miro Heiskanen     |
| Andrej Sekera   |                  | Roman Polák        |
|                 | Målvakter        |                    |
|                 | Ben Bishop       |                    |
|                 | Anton Chudobin   |                    |
|                 | Tränare          |                    |
|                 | Rick Bowness     |                    |

| Vänsterforwards    | Centrar          | Högerforwards    |
| ------------------ | ---------------- | ---------------- |
| Calle Järnkrok     | Ryan Johansen    | Viktor Arvidsson |
| Filip Forsberg     | Matt Duchene     | Mikael Granlund  |
| Rocco Grimaldi     | Nick Bonino      | Craig Smith      |
| Colin Blackwell    | Kyle Turris      | Austin Watson    |
| Backar             |                  | Backar           |
| Roman Josi (C)     |                  | Ryan Ellis (A)   |
| Mattias Ekholm (A) |                  | Dante Fabbro     |
| Dan Hamhuis        |                  | Matt Irwin       |
|                    | Målvakter        |                  |
|                    | Pekka Rinne      |                  |
|                    | Juuse Saros      |                  |
|                    | Tränare          |                  |
|                    | Peter Laviolette |                  |

### Resultatet
|  | 1 januari 2020 | Dallas Stars | 4 – 2   | Nashville Predators | Cotton Bowl Stadium                                                                                           | |
|  |                | Första perioden: — Andra perioden: Blake Comeau (18:52) Assists: Dickinson, Lindell Tredje perioden: Mattias Janmark (PP) (0:58) Assists: Klingberg, Hintz Aleksandr Radulov (PP) (5:06) Assists: Klingberg, Benn Andrej Sekera (6:35) Assists: Faksa, Janmark | Rapport | Första perioden: (5:46) (PP) Matt Duchene Assists: Forsberg, Josi (7:36) (PP) Dante Fabbro Assists: Duchene, Josi Andra perioden: — Tredje perioden: — | Dallas, Texas, USA Publik: 85 630 Domare: Steve Kozari, Kyle Rehman Linjedomare: Scott Driscoll, Derek Nansen | Dallas, Texas, USA Publik: 85 630 Domare: Steve Kozari, Kyle Rehman Linjedomare: Scott Driscoll, Derek Nansen |
|  |                | |         | | Dallas, Texas, USA Publik: 85 630 Domare: Steve Kozari, Kyle Rehman Linjedomare: Scott Driscoll, Derek Nansen | Dallas, Texas, USA Publik: 85 630 Domare: Steve Kozari, Kyle Rehman Linjedomare: Scott Driscoll, Derek Nansen |
|  |                | |         | | Dallas, Texas, USA Publik: 85 630 Domare: Steve Kozari, Kyle Rehman Linjedomare: Scott Driscoll, Derek Nansen | Dallas, Texas, USA Publik: 85 630 Domare: Steve Kozari, Kyle Rehman Linjedomare: Scott Driscoll, Derek Nansen |

#### Matchstatistik
|                     | Dallas Stars | Nashville Predators |
| ------------------- | ------------ | ------------------- |
| Powerplay           | 2/3          | 2/4                 |
| Tacklingar          | 42           | 26                  |
| Vunna tekningar (%) | 55           | 45                  |
| Blockerade skott    | 18           | 12                  |
| Utvisningsminuter   | 21           | 8                   |

| Period | Dallas Stars | Nashville Predators |
| ------ | ------------ | ------------------- |
| Första | 8            | 10                  |
| Andra  | 16           | 12                  |
| Tredje | 11           | 11                  |
| Totalt | 35           | 33                  |

#### Utvisningar
| Spelare         | Utvisning           | Utvisningsminuter | Tid             |
| Första perioden | Första perioden     | Första perioden   | Första perioden |
| --------------- | ------------------- | ----------------- | --------------- |
| Corey Perry     | Armbåge             | 5:00              | 2:44            |
| Corey Perry     | Matchstraff         | 10:00             | 2:44            |
| Blake Comeau    | Fördröjning av spel | 2:00              | 4:22            |
| Radek Faksa     | Roughing            | 2:00              | 11:27           |
| Andra perioden  |                     |                   |                 |
| Tyler Seguin    | Boarding            | 2:00              | 11:00           |
| Tredje perioden |                     |                   |                 |
| Källa:          |                     |                   |                 |

| Spelare                                            | Utvisning           | Utvisningsminuter | Tid             |
| Första perioden                                    | Första perioden     | Första perioden   | Första perioden |
| -------------------------------------------------- | ------------------- | ----------------- | --------------- |
| Colin Blackwell                                    | Roughing            | 2:00              | 11:27           |
| Andra perioden                                     |                     |                   |                 |
| Roman Josi                                         | Cross checking      | 2:00              | 16:44           |
| Colin Blackwell                                    | Fördröjning av spel | 2:00              | 19:11           |
| Tredje perioden                                    |                     |                   |                 |
| Ryan Johansen                                      | Hakning             | 2:00              | 3:42            |
| Termer: Förseelser som leder till utvisningsstraff |                     |                   |                 |

### Statistik

#### Dallas Stars

##### Utespelare
| Spelare           | Mål | Assists | Poäng | +/− | Utvisningsminuter | Skott | Vunna tekningar (%) | Tacklingar | Tid på isen |
| ----------------- | --- | ------- | ----- | --- | ----------------- | ----- | ------------------- | ---------- | ----------- |
| Mattias Janmark   | 1   | 1       | 2     | +1  | 0                 | 4     | —                   | 1          | 15:26       |
| John Klingberg    | 0   | 2       | 2     | +1  | 0                 | 0     | —                   | 0          | 19:27       |
| Blake Comeau      | 1   | 0       | 1     | +1  | 2                 | 3     | 50                  | 4          | 15:23       |
| Aleksandr Radulov | 1   | 0       | 1     | 0   | 0                 | 1     | —                   | 0          | 15:58       |
| Andrej Sekera     | 1   | 0       | 1     | +1  | 0                 | 2     | —                   | 2          | 17:28       |
| Jamie Benn        | 0   | 1       | 1     | 0   | 0                 | 5     | 62                  | 4          | 17:16       |
| Jason Dickinson   | 0   | 1       | 1     | +1  | 0                 | 1     | 33                  | 4          | 17:19       |
| Radek Faksa       | 0   | 1       | 1     | +1  | 2                 | 0     | 62                  | 5          | 15:47       |
| Roope Hintz       | 0   | 1       | 1     | 0   | 0                 | 0     | 57                  | 2          | 12:39       |
| Esa Lindell       | 0   | 1       | 1     | +1  | 0                 | 4     | —                   | 2          | 21:41       |
| Andrew Cogliano   | 0   | 0       | 0     | +1  | 0                 | 2     | 100                 | 2          | 13:44       |
| Denis Gurjanov    | 0   | 0       | 0     | 0   | 0                 | 2     | —                   | 3          | 11:04       |
| Miro Heiskanen    | 0   | 0       | 0     | +1  | 0                 | 2     | —                   | 0          | 25:09       |
| Jamie Oleksiak    | 0   | 0       | 0     | 0   | 0                 | 2     | —                   | 6          | 16:08       |
| Joe Pavelski      | 0   | 0       | 0     | +1  | 0                 | 3     | 57                  | 3          | 18:55       |
| Corey Perry       | 0   | 0       | 0     | 0   | 15                | 0     | —                   | 0          | 0:38        |
| Roman Polák       | 0   | 0       | 0     | 0   | 0                 | 1     | —                   | 4          | 15:18       |
| Tyler Seguin      | 0   | 0       | 0     | 0   | 2                 | 3     | 46                  | 0          | 20:19       |
| Källa:            |     |         |       |     |                   |       |                     |            |             |

##### Målvakt
| Spelare    | Skott mot sig | Räddningar | Insläppta mål | Räddningsprocent | Utvisningsminuter | Tid på isen |
| ---------- | ------------- | ---------- | ------------- | ---------------- | ----------------- | ----------- |
| Ben Bishop | 33            | 31         | 2             | 0,939            | 0                 | 59:57       |
| Källa:     |               |            |               |                  |                   |             |

#### Nashville Predators

##### Utespelare
| Spelare          | Mål | Assists | Poäng | +/− | Utvisningsminuter | Skott | Vunna tekningar (%) | Tacklingar | Tid på isen |
| ---------------- | --- | ------- | ----- | --- | ----------------- | ----- | ------------------- | ---------- | ----------- |
| Matt Duchene     | 1   | 1       | 2     | 0   | 0                 | 3     | 62                  | 0          | 19:39       |
| Roman Josi       | 0   | 2       | 2     | 0   | 2                 | 2     | —                   | 1          | 33:02       |
| Dante Fabbro     | 1   | 0       | 1     | -1  | 0                 | 4     | —                   | 1          | 23:32       |
| Filip Forsberg   | 0   | 1       | 1     | 0   | 0                 | 1     | —                   | 3          | 16:45       |
| Viktor Arvidsson | 0   | 0       | 0     | 0   | 0                 | 2     | —                   | 0          | 18:57       |
| Colin Blackwell  | 0   | 0       | 0     | -1  | 4                 | 0     | 0                   | 2          | 7:36        |
| Nick Bonino      | 0   | 0       | 0     | 0   | 0                 | 3     | 26                  | 1          | 15:33       |
| Mattias Ekholm   | 0   | 0       | 0     | -1  | 0                 | 1     | —                   | 1          | 27:45       |
| Ryan Ellis       | 0   | 0       | 0     | 0   | 0                 | 0     | —                   | 0          | 1:15        |
| Mikael Granlund  | 0   | 0       | 0     | -1  | 0                 | 2     | 0                   | 0          | 17:22       |
| Rocco Grimaldi   | 0   | 0       | 0     | 0   | 0                 | 1     | —                   | 2          | 11:36       |
| Dan Hamhuis      | 0   | 0       | 0     | 0   | 0                 | 0     | —                   | 0          | 17:18       |
| Matt Irwin       | 0   | 0       | 0     | -2  | 0                 | 1     | —                   | 2          | 13:12       |
| Ryan Johansen    | 0   | 0       | 0     | -1  | 2                 | 2     | 55                  | 0          | 19:36       |
| Calle Järnkrok   | 0   | 0       | 0     | 0   | 0                 | 2     | 0                   | 2          | 19:12       |
| Craig Smith      | 0   | 0       | 0     | 0   | 0                 | 7     | —                   | 2          | 10:46       |
| Kyle Turris      | 0   | 0       | 0     | -1  | 0                 | 2     | 56                  | 1          | 12:28       |
| Austin Watson    | 0   | 0       | 0     | -2  | 0                 | 0     | —                   | 7          | 10:29       |
| Källa:           |     |         |       |     |                   |       |                     |            |             |

##### Målvakt
| Spelare     | Skott mot sig | Räddningar | Insläppta mål | Räddningsprocent | Utvisningsminuter | Tid på isen |
| ----------- | ------------- | ---------- | ------------- | ---------------- | ----------------- | ----------- |
| Pekka Rinne | 35            | 31         | 4             | 0,886            | 0                 | 57:29       |
| Källa:      |               |            |               |                  |                   |             |